# Ramiro Mendoza
Ramiro Mendoza é um ex-jogador profissional de beisebol panamenho.

## Carreira
Ramiro Mendoza foi campeão da World Series 2002 jogando pelo Anaheim Angels. Na série de partidas decisiva, sua equipe venceu o San Francisco Giants por 4 jogos a 3.